# Lies for the Liars
Pour les articles homonymes, voir Liar.
Albums de The Used
In Love and Death
(2004) Artwork
(2009)
Singles
1. The Bird And The Worm
Sortie : 20 mars 2007
2. Liar Liar (Burn in Hell)
Sortie : 1er mai 2007
3. Pretty Handsome Awkward
Sortie : 10 septembre 2007

Lies For The Liars est le troisième album du groupe de rock alternatif américain The Used sorti le 22 mai 2007.

## Rumeurs et infos avant la sortie de l'album
Dans une récente interview avec le frontman Bert McCracken, ce dernier a expliqué que l'album allait être « leur plus lourd album jusqu'à maintenant », « et qu'il contient beaucoup de cris ». Le guitariste Quinn Allman a expliqué la même chose, mais a dit que « c'est en quelque sorte un album de fête ». Sur le CD/DVD Berth, un court clip de Bert en train de crier quelque chose comme le refrain de My Pesticide (chanson qui ne sera finalement pas sur l'album) peut être entendu sur une plage ; quelque chose comme « Light in a tunnel » peut être entendu dans un tunnel sombre (sûrement un extrait de la chanson Tunnel, qui ne paraîtra finalement pas non plus sur l'album) et Pretty Handsome Awkward peut être entendu dans un montage de clips live. L'artwork de l'album a encore une fois été confié à Alex Pardee qui, dans une récente interview, a dit que la couverture représentera un gigantesque scorpion à deux têtes détruisant Los Angeles, en raison de la haine de Bert pour cette ville (où il vit actuellement). 
Seulement, il se trouve que la pochette ait vraisemblablement changé de la version que ce dernier avait présenté. En effet sur cette dernière figure un personnage nommé Chadam, création d'Alex Pardee assis sur un siège sur fond rose. 
D'après certaines rumeurs, le Liar (menteur) dont parle Bert ne serait autre que Gerard Way, le frontman de My Chemical Romance. On remarque certaines similitudes vis-à-vis de deux chansons Liar, Liar (Burn In Hell) et House Of Wolves des derniers albums respectifs de The Used et de My Chemical Romance dont voici les traductions des similitudes :
- The Used - Liar Liar (Burn In Hell) : « Menteur, menteur, ta maison est en feu [...] tu vas brûler en enfer »
- My Chemical Romance - House Of Wolves : « Tout le monde brûle la maison [...] Et bien, je pense que je vais brûler en enfer »

Bert McCracken (frontman de The Used) et Gerard Way (frontman de My Chemical Romance) ont tous deux partagé une cellule de prison quelque temps, et on voit l'apparition de « Nous avons de l'innocence pour plusieurs jours » toujours dans les paroles de House Of Wolves de My Chemical Romance. Les deux frontmen s'obstinent à ne pas vouloir évoquer les raisons de leur dispute, mais tout cela pousse à croire que le Liar est donc Gerard Way.

## Liste des chansons
Toute la musique est composée par The Used.
| No  | Titre                                | Durée |
| --- | ------------------------------------ | ----- |
| 1.  | The Ripper                           | 2:56  |
| 2.  | Pretty Handsome Awkward              | 3:33  |
| 3.  | The Bird and the Worm                | 3:46  |
| 4.  | Earthquake                           | 3:29  |
| 5.  | Hospital                             | 2:58  |
| 6.  | Paralyzed                            | 3:14  |
| 7.  | With Me Tonight                      | 3:06  |
| 8.  | Wake the Dead                        | 4:14  |
| 9.  | Find a Way                           | 3:23  |
| 10. | Liar Liar (Burn in Hell)             | 2:57  |
| 11. | Smother Me (Queso en chanson cachée) | 6:18  |